# William Babington

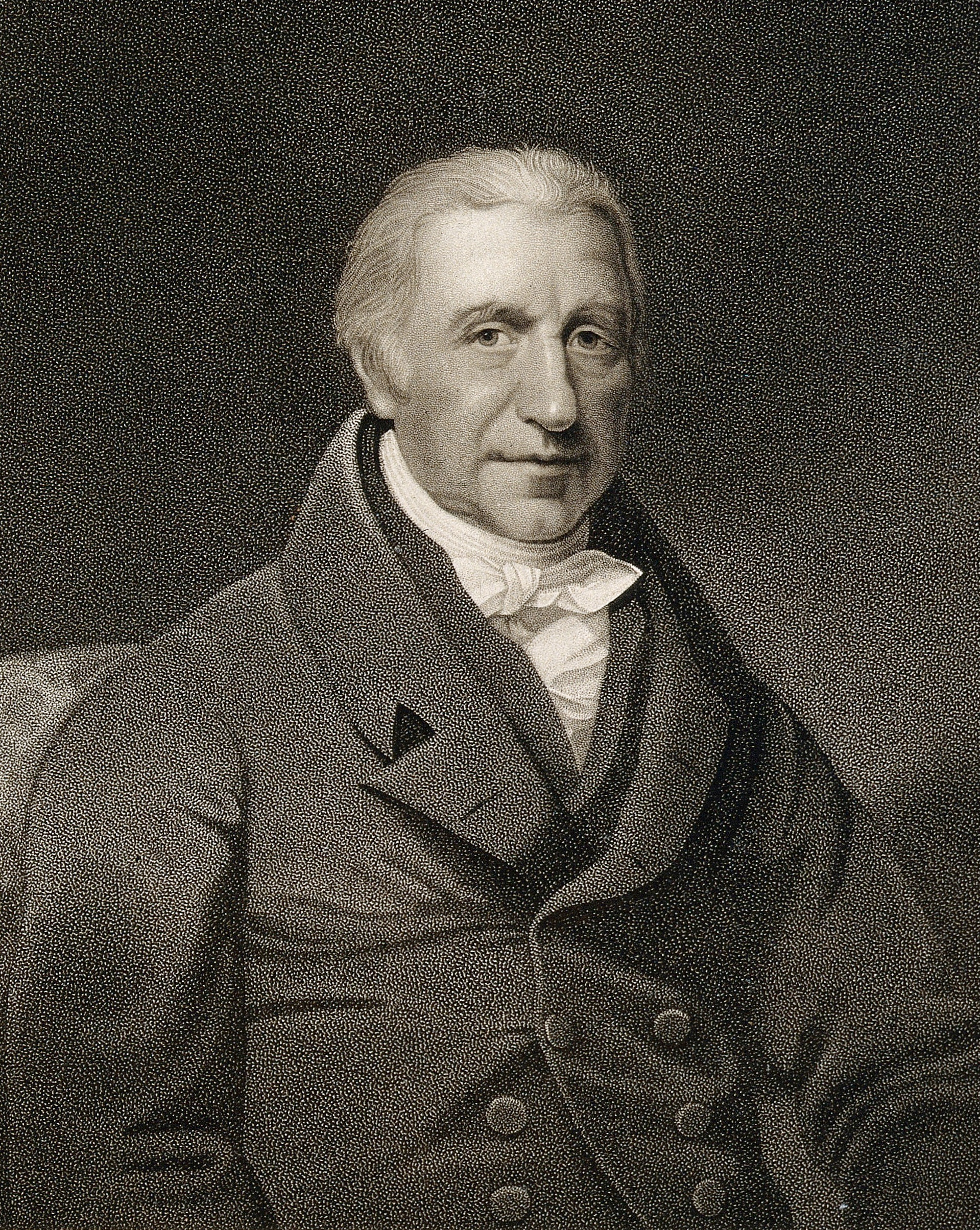
William Babington

William Babington (* 21. Mai 1756 in Portglenone, bei Coleraine, Irland; † 29. April 1833) war ein britischer Mediziner und Mineraloge. Nach ihm ist das Mineral Babingtonit benannt.

## Leben und Wirken
William Babington entstammte der englischen Adelsfamilie Babington. Er war von 1795 bis 1811 Mediziner am Guy’s Hospital. Von 1822 bis 1824 war er Präsident der Geological Society of London. Babington war Kurator der Mineraliensammlung von John Stuart, 3. Earl of Bute. Nach dessen Tod 1792 kaufte er die Sammlung.
Sein Sohn war der Mediziner Benjamin Guy Babington (1794–1866).

## Werke
- A New System of Mineralogy. London 1799.
- mit James Curry: Outlines of a Course of Lectures on the Practice of Medicine as Delivered in the Medical School of Guy’s Hospital. M’Creery, London 1811.

| Personendaten    | Personendaten                       |
| ---------------- | ----------------------------------- |
| NAME             | Babington, William                  |
| KURZBESCHREIBUNG | britischer Mediziner und Mineraloge |
| GEBURTSDATUM     | 21. Mai 1756                        |
| GEBURTSORT       | Portglenone, bei Coleraine, Irland  |
| STERBEDATUM      | 29. April 1833                      |